# Saint-Colomban (Loire-Atlantique)
Saint-Colomban (bretonisch: Sant-Koulman) ist eine französische Gemeinde mit 3.499 Einwohnern (Stand: 1. Januar 2022) im Département Loire-Atlantique in der Region Pays de la Loire. Saint-Colomban gehört zum Arrondissement Nantes und zum Kanton Saint-Philbert-de-Grand-Lieu. Die Einwohner werden Colombanais und Colombanaises genannt.

## Lage
Saint-Colomban liegt etwa 23 Kilometer südlich von Nantes am Rand der Pays de Retz. Umgeben wird Saint-Colomban von den Nachbargemeinden Geneston im Norden, Saint-Philbert-de-Bouaine im Osten und Südosten, Corcoué-sur-Logne im Süden, La Limouzinière im Südwesten sowie Saint-Philbert-de-Grand-Lieu im Westen und Nordwesten.
Hier wird der Wein Muscadet, insbesondere der Muscadet-Côtes de Grandlieu, produziert.

## Bevölkerungsentwicklung
| Jahr      | 1962 | 1968 | 1975 | 1982 | 1990 | 1999 | 2006 | 2017 |
| Einwohner | 1642 | 1657 | 1625 | 1817 | 1889 | 2028 | 2747 | 3355 |

## Sehenswürdigkeiten
- Kirche Saint-Colomban aus dem Jahre 1855
- Pfarrhaus von 1850
- Calvaire La Croix-Jambu
- Schlösser Le Grand-Bois, La Roulière und La Mouchetière (jeweils im 18. Jahrhundert erbaut) sowie La Bretinière (aus dem 19. Jahrhundert)
- Herrenhäuser Le Pay-Richereau und La Noë (18. Jahrhundert)
- Mühlen Besson und Roquette